# Even Hovland
Even Hovland (* 14. února 1989, Vadheim, Norsko) je norský fotbalový obránce a reprezentant. Mimo Norsko hrál na klubové úrovni v Německu.

## Klubová kariéra
- Vadheim (mládežnické týmy)
- IL Høyang (mládežnické týmy)
- Sogndal Fotball 2007–2011
- Molde FK 2012–2014
- 1. FC Norimberk 2014–

## Reprezentační kariéra
V A-mužstvu Norska debutoval 15. 1. 2012 na turnaji King's Cup v Bangkoku proti týmu Dánska (remíza 1:1).